# Пчеловодство на Украине

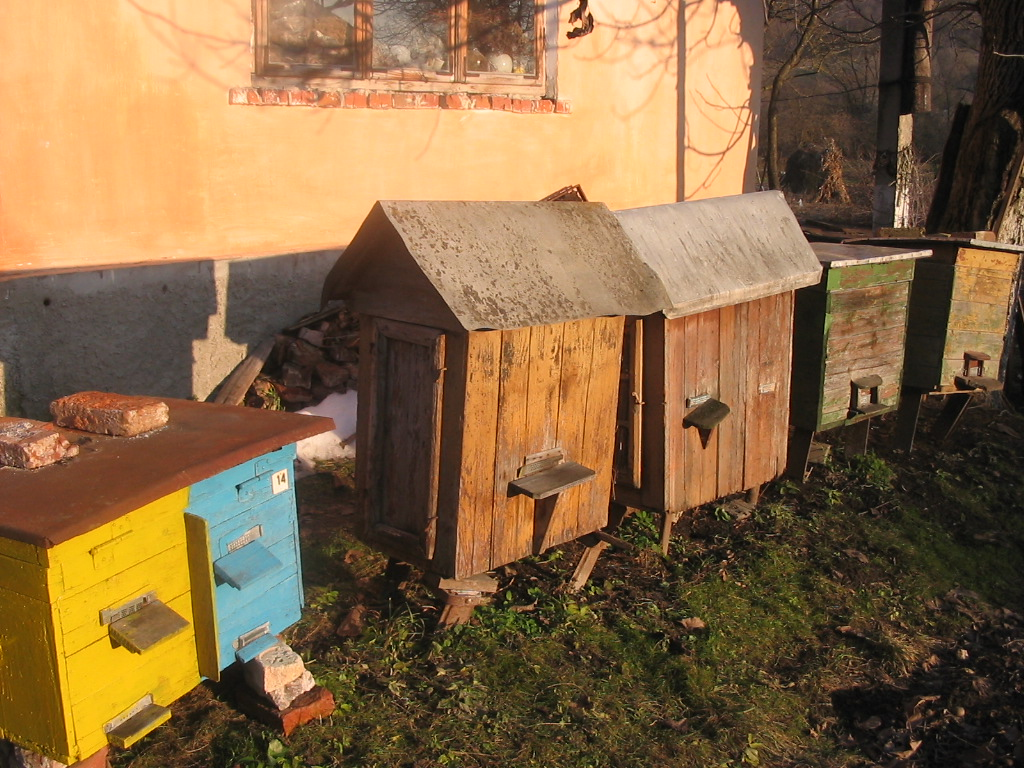
Ульи в селе Подвысокое, Тернопольская область

Пчеловодство на Украине — развитая отрасль сельского хозяйства в стране. Украина занимает 1-е место в Европе по производству мёда и 3-е — в мире (2015).
На 2015 год количество пчелосемей в стране составляет почти 3 млн, а количество пчеловодов превышает 400 тыс. По некоторым данным (2016), средний возраст украинского пасечника составляет 51,3 года.
Больше всего пчелосемей в Винницкой, Донецкой, Ивано-Франковской, Запорожской, Николаевской, Хмельницкой, Житомирской областях (не менее 100 тыс. в каждой).
В 2013 году было произведено на 5 % (г/г) больше мёда — 73,7 тыс. тонн.
В 2012 году производство мёда также превышало 70 тыс. тонн, из которых 13 тыс. было экспортировано.
В 2014 году было экспортировано 36,3 тыс. тонн, или на 67,6 % больше г/г.
Больше всего экспортируется мёда в Германию, Россию, США, Австрию и Польшу.
На 2015 год мёд экспортируется в 22 страны.
Заявлена как ежегодная научно-практическая конференция «Современные тенденции развития пчеловодства Украины». В 2017 году она прошла во второй раз — в январе в Сумском аграрном нацуниверситете.
Осенью 2013 года в Киеве прошёл 43-й Международный конгресс Апимондии.
Специальность пчеловода на Украине с 2016 года входит в перечень профессий общегосударственного значения.
19 августа в стране отмечается профессиональный праздник пчеловодов — День пасечника.
В истории пчеловодства независимой Украины выделяется 2003 год — когда погибло до трети всех пчелосемей.